# Starostové a osobnosti pro Moravu
Starostové a osobnosti pro Moravu (zkratka SOM) je české politické hnutí oficiálně zaregistrované 9. února 2004 jako „Sdružení nestraníků“ (tento název a zkratka SN užívány do června 2015). Hnutí působí především v Jihomoravském kraji.

## Vedení hnutí
Předsedou hnutí je od února 2004 Jan Kryčer a místopředsedou hnutí je od března 2015 Ladislav Šamlot.

## Účast ve volbách

### Volby do Evropského parlamentu

#### Rok 2004
Ve volbách do Evropského parlamentu v roce 2004 hnutí kandidovalo samostatně, získalo 11 689 hlasů (tj. 0,5 %), a do Evropského parlamentu se tak nedostalo.

### Volby do zastupitelstev obcí

#### Rok 2006
Ve volbách do zastupitelstev obcí v roce 2006 hnutí získalo celkem 266 mandátů.

#### Rok 2010
Ve volbách do zastupitelstev obcí v roce 2010 hnutí obdrželo celkem 246 mandátů.

#### Rok 2014
Ve volbách do zastupitelstev obcí v roce 2014 hnutí získalo celkem 340 mandátů.

#### Rok 2018
Ve volbách do zastupitelstev obcí v roce 2018 hnutí obdrželo celkem 43 mandátů.

#### Rok 2022
Ve volbách do zastupitelstev obcí v roce 2022 hnutí získalo celkem 18 mandátů.

### Volby do Senátu PČR

#### Rok 2006
Ve volbách do Senátu PČR v roce 2006 kandidoval za hnutí v obvodu č. 56 – Břeclav podnikatel-novinář Josef Ševčík. V prvním kole získal 1 646 hlasů (tj. 4,01 %), skončil osmý, a nepostoupil tak do druhého kola.

#### Rok 2008
Ve volbách do Senátu PČR v roce 2008 kandidoval za hnutí v obvodu č. 51 – Žďár nad Sázavou starosta městyse Bohdalov Květoslav Šafránek. V prvním kole obdržel 973 hlasů (tj. 2,31 %), skončil šestý, a nepostoupil tak do druhého kola.

#### Rok 2012
Ve volbách do Senátu PČR v roce 2012 kandidoval za hnutí v obvodu č. 59 – Brno-město ředitel Gymnázia Matyáše Lercha Petr Kovač. V prvním kole získal 2 342 hlasů (tj. 8,46 %), skončil čtvrtý, a nepostoupil tak do druhého kola.

#### Rok 2020
Ve volbách do Senátu PČR v roce 2020 kandidoval za hnutí v obvodu č. 54 – Znojmo starosta města Znojmo a člen ČSSD Jan Grois. V prvním kole obdržel 7 778 hlasů (tj. 25,75 %), skončil druhý, a postoupil tak do druhého kola. V něm získal 8 723 hlasů (tj. 45,42 %), a senátorem se tak nestal.

#### Rok 2024
Ve volbách do Senátu PČR v roce 2024 znovu kandiduje za hnutí v obvodu č. 59 – Brno-město pedagog Petr Kovač.

### Volby do zastupitelstev krajů

#### Rok 2008
Ve volbách do zastupitelstev krajů v roce 2008 hnutí kandidovalo do Zastupitelstva Zlínského kraje společně s hnutím Nestraníci v rámci „Koalice nestraníků“. Ve volbách koalice získala 6 149 hlasů (tj. 3,18 %), a neobdržela tak žádný mandát.

#### Rok 2012
Ve volbách do zastupitelstev krajů v roce 2012 hnutí kandidovalo samostatně do zastupitelstev ve Středočeském, Plzeňském a Jihomoravském kraji. Ve Středočeském kraji získalo 11 115 hlasů (tj. 3,17 %), v Plzeňském kraji obdrželo 1 944 hlasů (tj. 1,16 %) a v Jihomoravském kraji získalo 13 540 hlasů (tj. 3,89 %). Hnutí se tak nedostalo do žádného zastupitelstva.

#### Rok 2016
Ve volbách do zastupitelstev krajů v roce 2016 hnutí kandidovalo do Zastupitelstva Jihomoravského kraje společně s hnutím STAN v rámci koalice „Starostové pro Jižní Moravu“. Koalice obdržela 21 386 hlasů (tj. 6,21 %) a získala 4 mandáty (z toho 1 pro hnutí SOM) v 65členném zastupitelstvu. Zastupitelem hnutí SOM se stal starosta města Rousínov Jiří Lukášek.

#### Rok 2020
Ve volbách do zastupitelstev krajů v roce 2020 hnutí podporovalo v Jihomoravském kraji koalici ODS a Svobodných, která ve volbách obdržela 46 342 hlasů (tj. 12,77 %) a získala 9 mandátů v 65členném zastupitelstvu.

#### Rok 2024
Ve volbách do zastupitelstev krajů v roce 2024 hnutí kandiduje do Zastupitelstva Jihomoravského kraje v rámci koalice „NESTRANÍCI PRO JIŽNÍ MORAVU“ (tj. SOM a Nestranici2024.cz). Lídrem kandidátky je pedagog Petr Kovač.

## Volební výsledky

### Evropský parlament
| Volby | Kandidátní listina    | Hlasy  | Hlasy | Mandáty | ±  |
| Volby | Kandidátní listina    | Celkem | %     | Mandáty | ±  |
| ----- | --------------------- | ------ | ----- | ------- | -- |
| 2004  | „Sdružení nestraníků“ | 11 689 | 0,5   | 0/24    | ▬0 |

### Zastupitelstva obcí
| Volby | Mandáty   | Mandáty |
| Volby | Zvoleno   | ±       |
| ----- | --------- | ------- |
| 2006  | 266/62426 | ▲266    |
| 2010  | 246/62178 | ▼20     |
| 2014  | 340/62121 | ▲94     |
| 2018  | 43/61950  | ▼297    |
| 2022  | 18/61780  | ▼25     |

### Senát PČR
| Volby | Senátní obvod            | Kandidát           | Volební strana | Navrhující strana | Politická příslušnost | První kolo    | První kolo    | Druhé kolo    | Druhé kolo    |
| Volby | Senátní obvod            | Kandidát           | Volební strana | Navrhující strana | Politická příslušnost | Hlasy         | Hlasy         | Hlasy         | Hlasy         |
| Volby | Senátní obvod            | Kandidát           | Volební strana | Navrhující strana | Politická příslušnost | Celkem        | %             | Celkem        | %             |
| ----- | ------------------------ | ------------------ | -------------- | ----------------- | --------------------- | ------------- | ------------- | ------------- | ------------- |
| 2006  | č. 56 – Břeclav          | Josef Ševčík       | SN             | SN                | BEZPP                 | 1 646         | 4,01          | –             | –             |
| 2008  | č. 51 – Žďár nad Sázavou | Květoslav Šafránek | SN             | SN                | BEZPP                 | 973           | 2,31          | –             | –             |
| 2012  | č. 59 – Brno-město       | Petr Kovač         | SN             | SN                | BEZPP                 | 2 342         | 8,46          | –             | –             |
| 2020  | č. 54 – Znojmo           | Jan Grois          | SOM            | SOM               | ČSSD                  | 7 778         | 25,75         | 8 723         | 45,42         |
| 2024  | č. 59 – Brno-město       | Petr Kovač         | SOM            | SOM               | BEZPP                 | bude oznámeno | bude oznámeno | bude oznámeno | bude oznámeno |

### Zastupitelstva krajů
| Volby | Kraj              | Kandidátní listina                                   | Hlasy         | Hlasy         | Mandáty       | Mandáty       |
| Volby | Kraj              | Kandidátní listina                                   | Celkem        | %             | Mandáty       | Mandáty       |
| Volby | Kraj              | Kandidátní listina                                   | Celkem        | %             | Zvoleno       | ±             |
| ----- | ----------------- | ---------------------------------------------------- | ------------- | ------------- | ------------- | ------------- |
| 2008  | Zlínský kraj      | Koalice nestraníků (SN, NK)                          | 6 149         | 3,18          | 0/45          | ▬0            |
| 2012  | Středočeský kraj  | „Sdružení nestraníků"                                | 11 115        | 3,17          | 0/65          | ▬0            |
| 2012  | Plzeňský kraj     | „Sdružení nestraníků"                                | 1 944         | 1,16          | 0/45          | ▬0            |
| 2012  | Jihomoravský kraj | „Sdružení nestraníků"                                | 13 540        | 3,89          | 0/65          | ▬0            |
| 2016  | Jihomoravský kraj | Starostové pro jižní Moravu (STAN, SOM)              | 21 386        | 6,21          | 1/65          | ▲1            |
| 2024  | Jihomoravský kraj | NESTRANÍCI PRO JIŽNÍ MORAVU (SOM, Nestranici2024.cz) | bude oznámeno | bude oznámeno | bude oznámeno | bude oznámeno |